# José Alberto Moura
José Alberto Moura CSS (* 23. Oktober 1943 in Ituiutaba) ist ein brasilianischer Ordensgeistlicher und emeritierter römisch-katholischer Erzbischof von Montes Claros.

## Leben
José Alberto Moura trat der Ordensgemeinschaft der Stigmatiner bei, legte am 9. Dezember 1964 die Profess ab und empfing am 9. Januar 1971 die Priesterweihe.
Papst Johannes Paul II. ernannte ihn am 18. April 1990 zum Koadjutorbischof von Uberlândia. Der Bischof von Uberlândia, Estêvão Cardoso de Avellar OP, spendete ihm am 14. Juli desselben Jahres die Bischofsweihe; Mitkonsekratoren waren Paulo Sérgio Machado, Bischof von Ituiutaba, und Moacyr José Vitti CSS, Weihbischof in Curitiba. Als Wahlspruch wählte er ACREDITEI POR ISSO FALEI.
Mit der Emeritierung Estêvão Cardoso de Avellars OP am 23. Dezember 1992 folgte er ihm als Bischof von Uberlândia nach. Am 7. Februar 2007 wurde er von Papst Benedikt XVI. zum Erzbischof von Montes Claros ernannt.
Papst Franziskus nahm am 21. November 2018 seinen altersbedingten Rücktritt an.